# Jacques Lenzlinger
Jacques Lenzlinger (* 1856 in Rällikon bei Egg, Kanton Zürich; † April 1945 in Uster) war ein Schweizer Unternehmer, Chaletbauer und Holzverarbeiter. Als Mitinhaber und später alleiniger Geschäftsführer des Familienunternehmens Lenzlinger in Niederuster prägte er während des späten 19. und frühen 20. Jahrhunderts den Ausbau des Baugewerbes in der Region Uster entscheidend mit. Er gilt als bedeutender Vertreter des handwerklich-industriellen Mittelstandes im Zürcher Oberland.

## Herkunft und Ausbildung
Jacques Lenzlinger wurde 1856 als drittes von vier Kindern der Margaretha Wäckerlin-Zollinger (1830–1917) und ihres ersten Ehemanns Hans Jakob Zollinger (1803–1858) geboren. Nach dem frühen Suizid des Vaters wurde Jacques vom späteren Ehemann seiner Mutter, Joseph Lenzlinger (1824–1900), adoptiert. Joseph Lenzlinger, ein Zimmermann und Baumeister, gründete 1862 in Niederuster das Bauunternehmen Lenzlinger.
Jacques absolvierte nach dem Sekundarschulabschluss eine Lehre im väterlichen Betrieb. Anschliessend bildete er sich als Bauzeichner in Zürich weiter und sammelte Berufserfahrung in Frankreich und Belgien, unter anderem in Strassburg, Nancy, Brüssel und Antwerpen. Dort verinnerlichte er den französischen Klang seines Vornamens und wurde zeitlebens als Jacques statt Jakob angesprochen.

## Unternehmerische Tätigkeit
Im Jahr 1880 übernahm Jacques zusammen mit seinem Bruder Johann Edwin das väterliche Geschäft, das 1883 in die Kollektivgesellschaft Gebrüder Lenzlinger umgewandelt wurde. Im gleichen Jahr erwarben die Brüder die Mühle Niederuster samt Wasserrecht. Dieses ermöglichte die Nutzung des Aabachwassers zur Energieversorgung der firmeneigenen Sägerei – ein entscheidender Schritt zur Industrialisierung des Betriebs. Die Brüder errichteten eine Transmission vom Wasserrad zur Sägerei und installierten 1896 eine Jonval-Turbine der Firma Rieter (Winterthur), die bis 1967 in Betrieb blieb.
Nach Differenzen über die strategische Ausrichtung des Unternehmens (Holz- vs. Steinbau) trennten sich die Brüder 1893 geschäftlich. Jacques führte die Firma unter dem Namen Jacques Lenzlinger weiter und entwickelte sich zum führenden Chaletbauer der Region. Zwischen 1890 und 1945 entstanden unter seiner Leitung und jener seiner Söhne über 100 Einfamilienhäuser, insbesondere in Niederuster, Dietlikon, Wetzikon, Schwerzenbach und Zürich. Er war damit einer der prägenden Baumeister des sich rasch entwickelnden Uster.
Er verstand sich als Generalunternehmer: Die Chalets wurden von der Planung bis zur schlüsselfertigen Übergabe vollständig im eigenen Betrieb erstellt, inklusive Produktion in der Sägerei und Schreinerei. Mit seinen Chalets verfolgte er auch ein sozialreformerisches Ziel. Die Arbeiter sollten sich als Ausgleich zur harten und oft monotonen Arbeit in den Fabriken und den Gewerbebetrieben in den eigenen vier Wänden wohlfühlen und durch den Anbau von Gemüse und Obst im eigenen Garten gesund ernähren können.

## Familie
Jacques Lenzlinger heiratete am 29. September 1891 Bertha Guyer (1864–1928), Tochter eines Eisenwarenhändlers aus Ottenhausen. Die Ehe galt als harmonisch und war von gegenseitigem Respekt geprägt. Bertha Lenzlinger-Guyer war eine tatkräftige Partnerin: Sie erhielt Prokura im Unternehmen und war 22 Jahre lang Präsidentin des Frauenvereins Niederuster. In dieser Funktion engagierte sie sich vor allem sozial während der Kriegsjahre.
Aus der Ehe gingen vier Kinder hervor:
- Hans (1893–1953), später Unternehmer

- Sophie (1895–1962), Familienchronistin

- Max (1896–1982), führte den Betrieb weiter

- Jakob (1899–1918)

Die Familie pflegte ein sittenstrenges, religiös geprägtes Leben. Gemeinsames Vorlesen aus dem Andachtsbuch war tägliche Abendroutine.

## Freizeit und persönliche Interessen
Jacques Lenzlinger war ein naturverbundener Mensch mit einer grossen Leidenschaft für den Wald: Er investierte regelmässig in den Erwerb von Waldparzellen und wurde zum grössten privaten Waldeigentümer in Uster. Die wöchentlichen Sonntagsspaziergänge mit den Kindern durch den eigenen Wald waren fester Bestandteil des Familienlebens.
Zudem war er Mitbegründer des Naturheilvereins Niederuster. In der Familie wurde vegetarisch gegessen, geturnt und auf Naturheilkunde gesetzt. Kalte Güsse, körperliche Abhärtung und Gesundheitsrituale gehörten zum Alltag – sehr zum Leidwesen der Kinder, die sich gelegentlich davor drückten.

## Letzte Jahre und Tod
Jacques Lenzlinger zog sich in späteren Jahren schrittweise aus dem Geschäftsleben zurück und übergab die Firma im Oktober 1918 an seine Söhne. Er blieb jedoch geistig aktiv und verfolgte die Entwicklung des Unternehmens weiter. Er verstarb am 26. April 1945 im Alter von 89 Jahren in Uster. Beigesetzt wurde er auf dem Friedhof Uster, an der Seite seiner Frau Bertha.